# Wallfahrtskapelle Etzelsbach

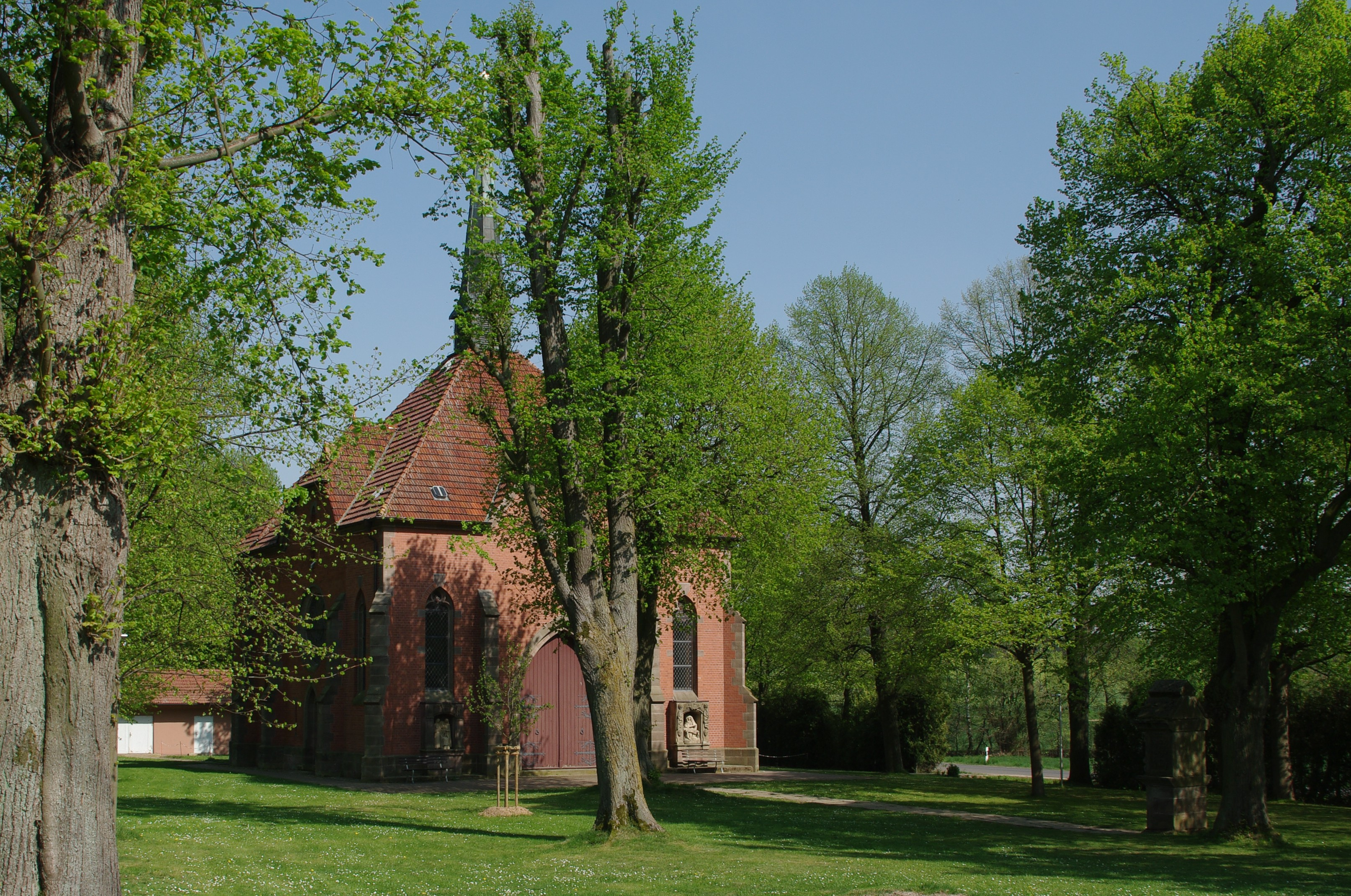
Die Wallfahrtskapelle Etzelsbach

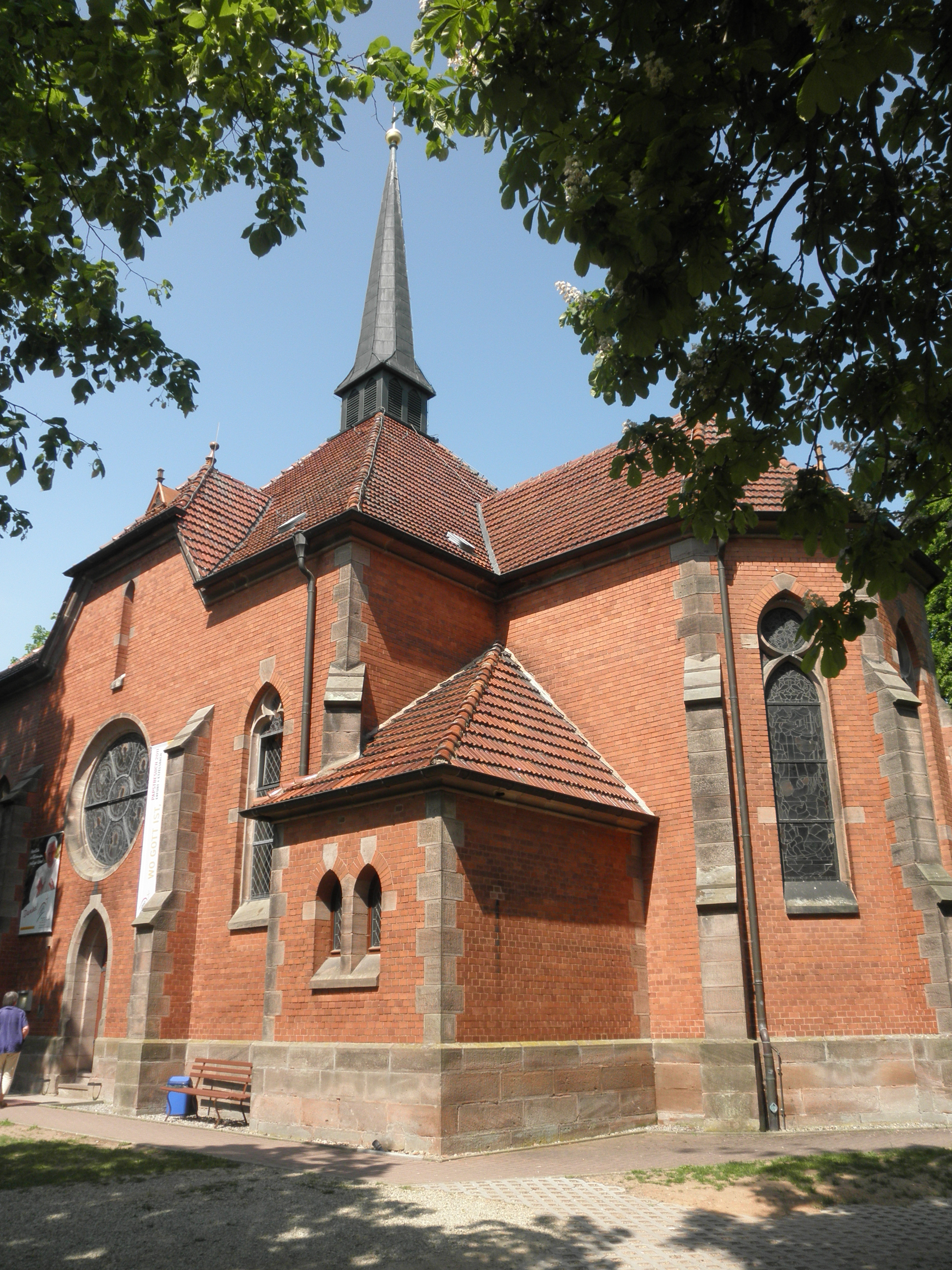
Kapelle Etzelsbach 2012

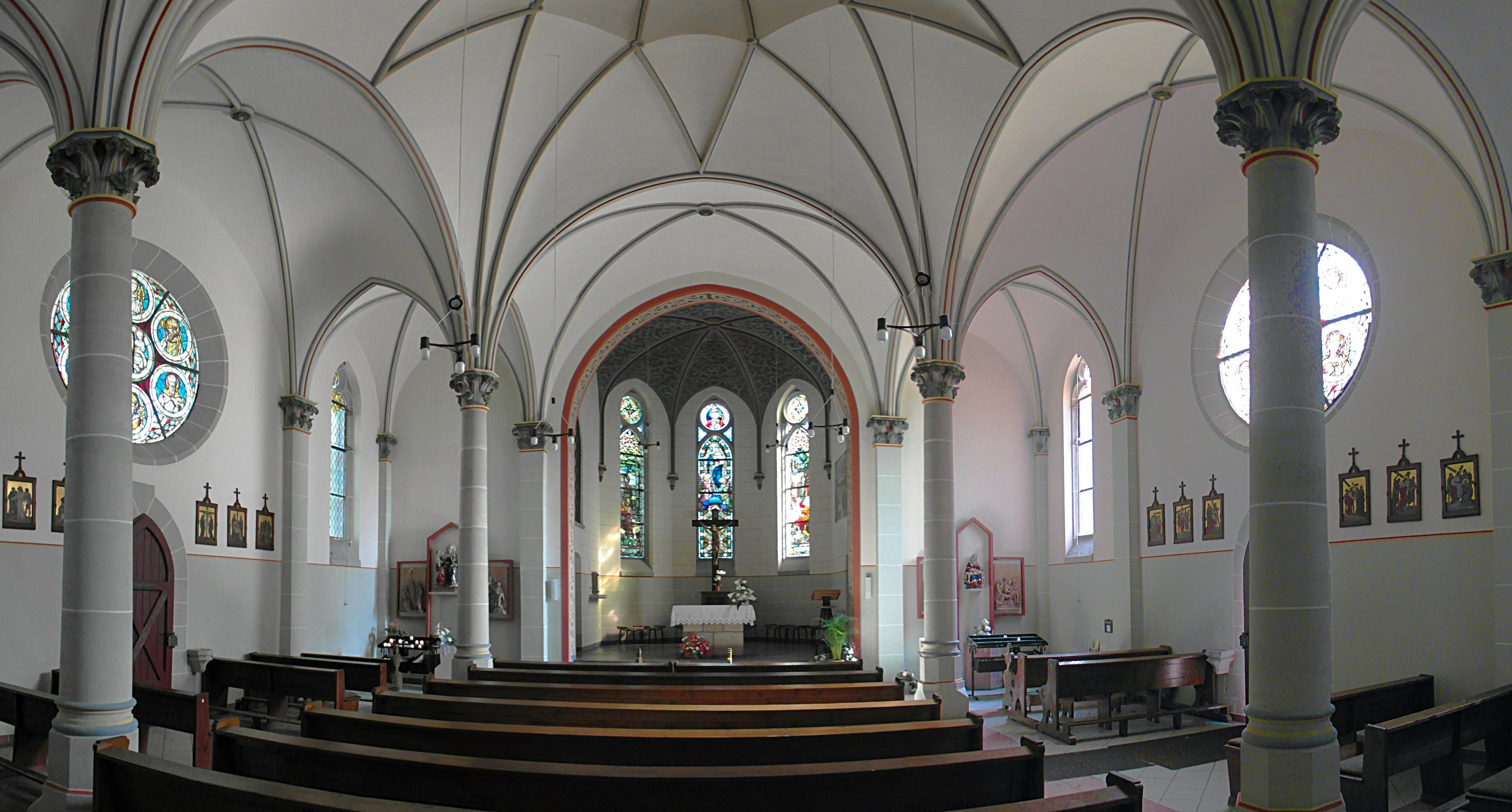
Innenraum-Panorama

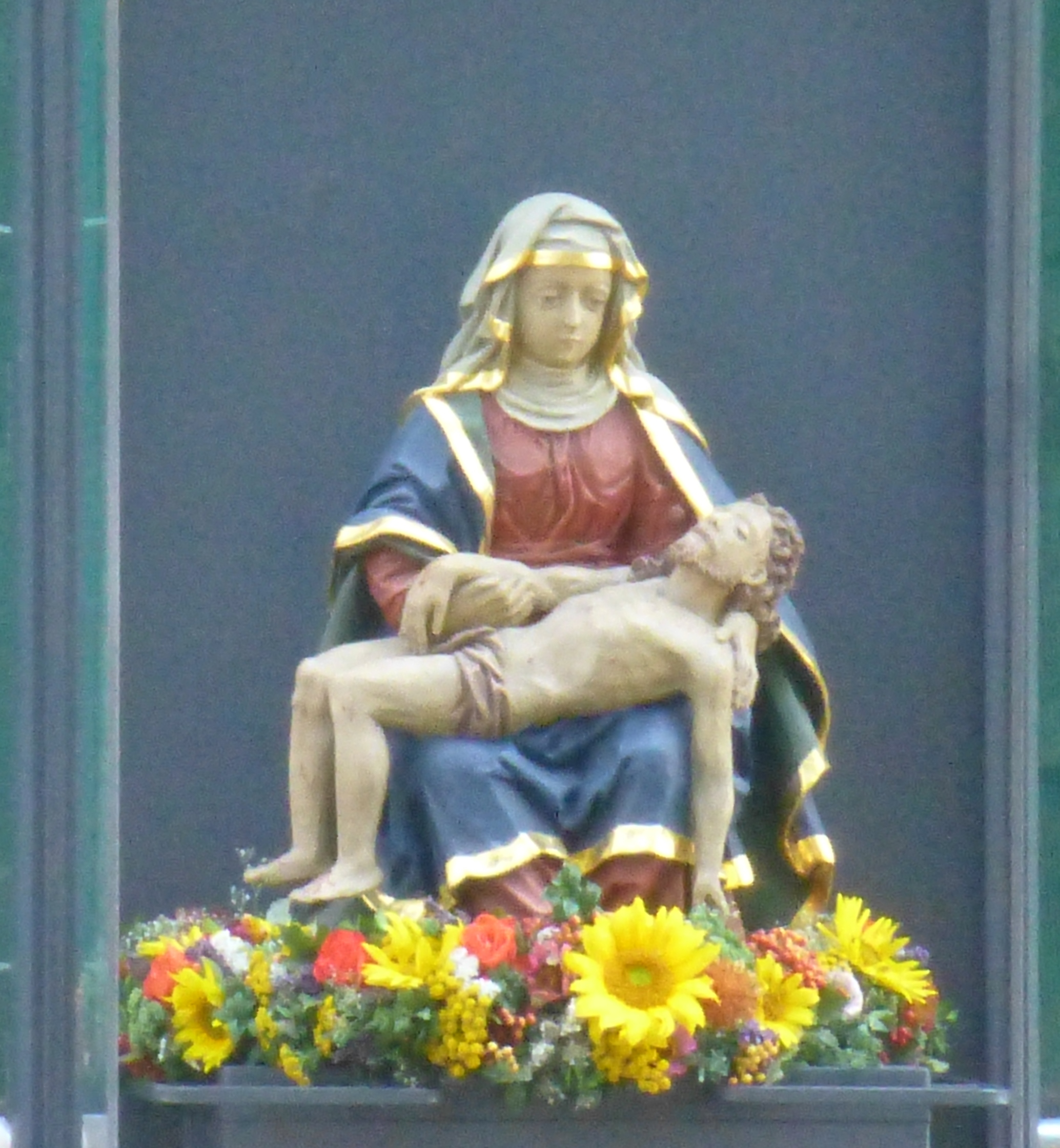
Das Gnadenbild von Etzelsbach: Maria mit dem toten Sohn

Die römisch-katholische Wallfahrtskapelle St. Mariä Himmelfahrt steht in Etzelsbach im thüringischen Landkreis Eichsfeld. Sie ist Wallfahrtskapelle des Bistums Erfurt und gehört zur Pfarrei St. Nikolaus Siemerode im Dekanat Heiligenstadt. Sie trägt das Patrozinium Mariä Himmelfahrt.

## Geschichte
Der Flurname Etzelsbach konnte als Ableitung von der althochdeutschen Bezeichnung für Elster – agaza – bestimmt werden. Der einstige Siedlungsplatz Etzelsbach wird erstmals im Schadensverzeichnis des Klosters Beuren aufgeführt: …Item 7 Gulden vor 1 glocken zum Etzelsbach von 1 Zentner. Item auch ist Unser Liben Frauen kerchen zu Etzelßpache und des bruders huße doran abgebrant und die cluße uffin Langen Stucken umbe gerissen, ist nit summert.
Es lässt sich somit vermuten, dass hier schon im 15. Jahrhundert ein Gotteshaus oder eine Wallfahrtskapelle existierte. Durch die Ereignisse im Mai 1525 wurde die Wallfahrt eingestellt und kam erst wieder mit dem Eichsfelder Pestjahr 1555 auf.
Ab 1602 verwendete man einen tragbaren Altar, da die Kapelle immer noch stark zerstört war. Erst 1801 wurde eine neue Kapelle an der Stelle der alten errichtet. Da aber die Wallfahrt sich großer Beliebtheit erfreute und die Kapelle nicht den Pilgerstrom fassen konnte, wurde 1898 nach den Plänen des Franziskaners Paschalis Gratze die heute noch bestehende Kirche erbaut und eingeweiht.

## Wallfahrten
Der Ort Etzelsbach hat eine lange Wallfahrtstradition. Besonders die alljährliche „Pferdewallfahrt“, die am zweiten Sonntag nach Mariä Heimsuchung stattfindet, zieht viele Pilger und ihre Pferde an. Dabei werden alle Pferde, die von den Pilgern mitgebracht werden, nach dem Wallfahrts-Hochamt gesegnet.
Weitere traditionelle Wallfahrtstermine sind:
- zum Fest Maria Schnee Anfang August
- zum Fest Maria Himmelfahrt Mitte August
- zum Fest Mariä Geburt im September.

## Marienvesper mit Papst Benedikt XVI.

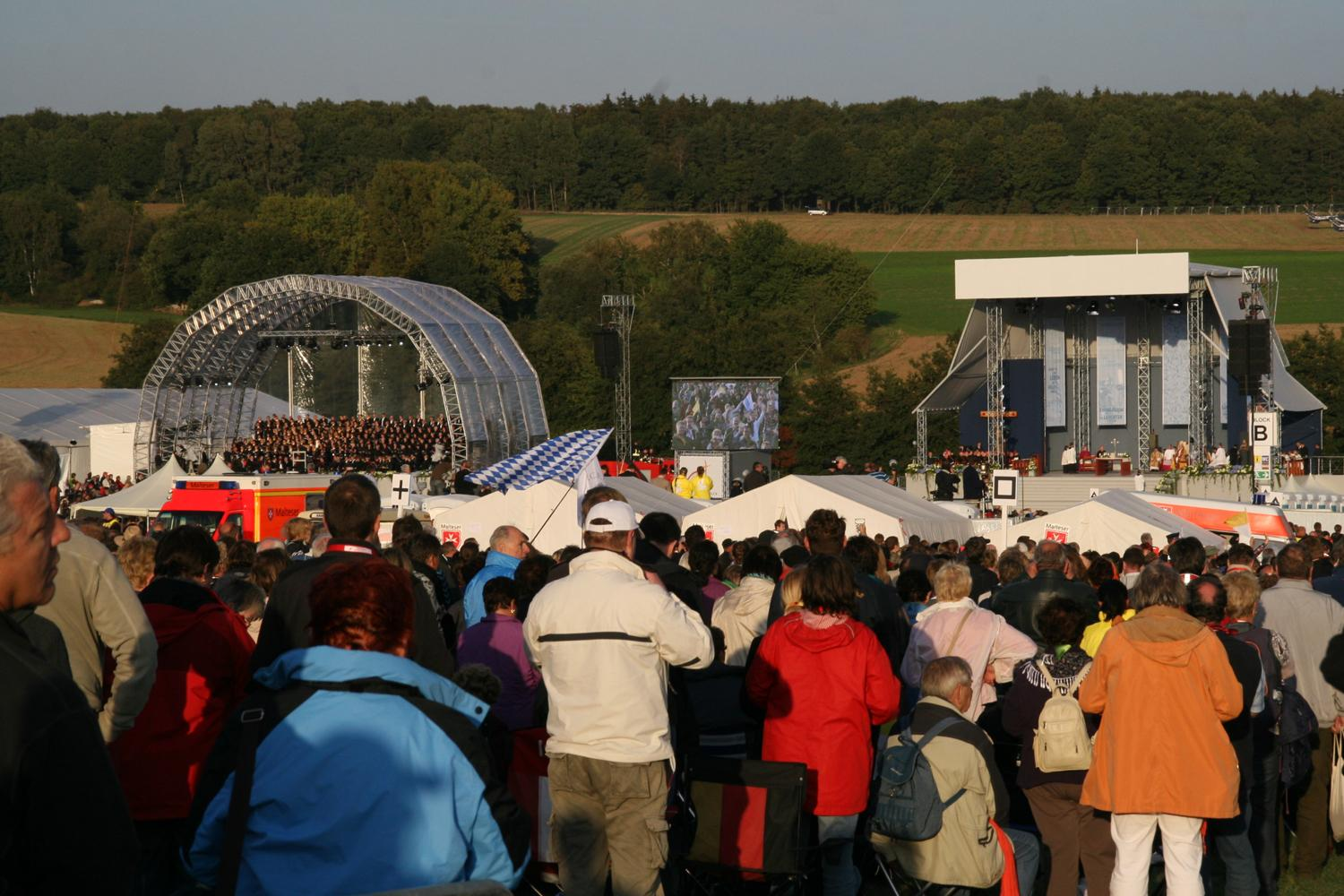
Marienvesper mit Papst Benedikt in Etzelsbach

Beim Papstbesuch in Deutschland 2011 war die Wallfahrtskapelle am 23. September eine Station von Benedikt XVI. Er feierte dort mit 90.000 Pilgern auf einem Feld in der direkten Nähe zur Kapelle eine marianische Vesper. Der Besuch sollte ein Dankeszeichen für die Eichsfelder sein, die unter zwei Diktaturen ihrem Glauben treu blieben.

## Sage
Auf der rechten Seite des Seitenschiffs der Wallfahrtskapelle befindet sich eine hölzerne Pietà, die aus dem 16. Jahrhundert stammt. Der Sage nach wurde sie bei Arbeiten in den umliegenden Feldern gefunden, als die Pferde des Bauern stehen blieben und sich auch nach Drängen nicht weiterbewegten. Bei der Suche nach dem Grund stieß er angeblich auf das Gnadenbild. Dies soll auch gleichzeitig der Grund gewesen sein, warum 1801 eine neue Kapelle errichtet wurde. Auch die Tradition der „Pferdewallfahrt“ lässt sich auf diese Sage zurückführen.